# 包可永

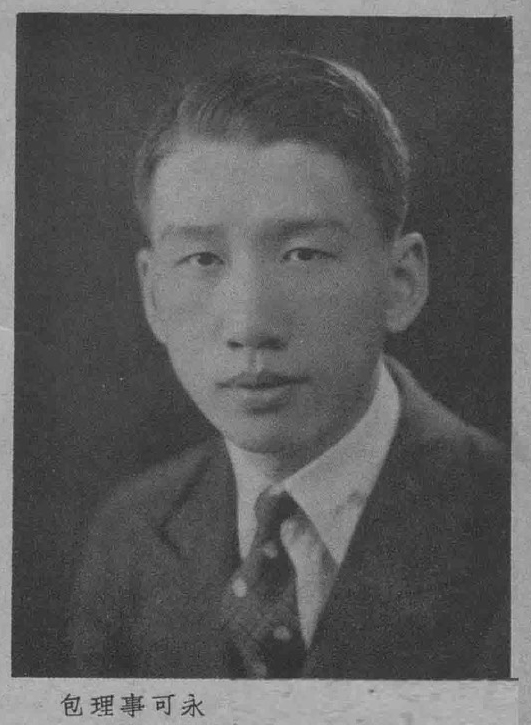
包可永

包可永，（1908年—？），江蘇吳縣人，中華民國政治人物。
包可永於清光緒三十四年生於江蘇吳縣，其父包公毅（筆名包天笑）是一名秀才。他1927年從柏林工業大學畢業，在德國西門子電機廠任技師。1930年起，任教於國立交通大學、私立光華大學、國立勞動大學電機工程系。1934年，任上海電報局局長(曾兼國際電信局局長)。1939年8月，任福建省政府委員、建設廳廳長。1941年4月，任福建省驛運管理處處長。1942年赴重慶，任中航公司副總經理。旋改任國民政府經濟部資源委員會工業處處長兼戰時生產局製造處處長。1945年8月，任台灣省行政長官公署工礦處處長，兼經濟部台灣區特派員。1947年7月，任交通部參事、技監，旋派赴美國購船，駐美為招商局開闢海外航線。1966年獲紐約大學碩士學位。1971年，参加世界宗教研究院，搜集珍罕经籍。1973年退休。